# Brigada Investigadora del Crimen Organizado
La Brigada Investigadora del Crimen Organizado  (BRICO) de la Policía de Investigaciones de Chile fue creada en 1999, esta unidad policial nace por la necesidad de contar con un grupo policial encargado en la detección e investigación de organizaciones criminales tanto nacionales como internacionales, coordinando con las otras policías del mundo.
Esta unidad se encarga de las organizaciones criminales organizadas que buscan fines económicos o de otra índole. Las organizaciones que se encuadran en este concepto son las que trafican droga, personas, órganos humanos, menores de edad, robo y tráfico de arte, armas, fraudes comerciales y/o industriales, pornografía, delitos en contra del medio-ambiente, entre otros. La BRICO cuenta con grupos de trabajo internos, además de contar con una Oficina de Análisis Criminal.
Tras la gran inmigración que ha ocurrido en Chile durante los últimos años han aparecidos voces críticas y preocupación si también se ha importado bandas organizadas. Hasta el momento no hay confirmación pese a los titulares y notas que la prensa ha dedicado.